# Conselho do Atlântico Norte
O Conselho do Atlântico Norte (em inglês:  North Atlantic Council, NAC) é o principal órgão de decisão política da Organização do Tratado do Atlântico Norte (OTAN), composto por representantes permanentes de seus países membros. Foi estabelecido pelo Artigo 9 do Tratado do Atlântico Norte, e é o único órgão da OTAN que deriva sua autoridade explicitamente do tratado.

## Poderes e deveres
O Tratado do Atlântico Norte deu ao NAC o poder de estabelecer órgãos subsidiários para várias funções políticas, incluindo um comitê de defesa para implementar outras partes do tratado. Desde 1952, o NAC está em sessão permanente. O NAC pode ser realizado no Nível de Representante Permanente (PermReps) ou pode ser composto por Ministros de Estado, Defesa ou Chefes de Governo dos Estados membros. O NAC tem as mesmas competências independentemente da formação sob a qual se reúna. O NAC reúne-se duas vezes por semana: todas as terças-feiras, para um almoço informal de discussão; e todas as quartas-feiras para uma sessão de tomada de decisão. Normalmente, as reuniões ocorrem entre os Representantes Permanentes, que são os membros permanentes mais antigos de cada delegação e geralmente são funcionários públicos seniores ou embaixadores experientes (e com esse posto diplomático). A lista de Representantes Permanentes pode ser encontrada no site da OTAN.
Os 30 membros da OTAN têm missões diplomáticas junto à organização por meio de embaixadas na Bélgica. As reuniões do NAC são presididas pelo Secretário-Geral e, quando decisões devem ser tomadas, as ações são acordadas com base na unanimidade e de comum acordo. Não há votação ou decisão por maioria. Cada nação representada na mesa do NAC ou em qualquer um de seus comitês subordinados mantém total soberania e responsabilidade por suas próprias decisões.